# Губерт Рігер
Губерт Рігер (нім. Hubert Rieger; 26 травня 1920, Мерінг — 25 червня 2003, Ландсгут) — німецький офіцер-підводник, оберлейтенант-цур-зее крігсмаріне.

## Біографія
1 грудня 1939 року вступив на флот. Певний час служив в авіації. З травня по 9 липня 1944 року — командир U-4. З серпня 1944 року служив у 1-й, з грудня — в 2-й навчальній дивізії підводних човнів, в березні-травні 1945 року — в 313-му морському навчальному батальйоні.

## Звання
- Кандидат в офіцери (1 грудня 1939)
- Морський кадет (1 травня 1940)
- Фенріх-цур-зее (1 листопада 1940)
- Оберфенріх-цур-зее (1 листопада 1941)
- Лейтенант-цур-зее (1 травня 1942)
- Оберлейтенант-цур-зее (1 грудня 1943)